# Затока Сен-Огюстен
Затока Сен-Огюстен (малаг. Helodranon' i Saint-Augustin; фр. Baie de Saint-Augustin) — затока, розташована в регіоні Аціму-Андрефана на південно-західному узбережжі Мадагаскару у Мозамбіцькій протоці. Ця затока є естуарієм річки Онілахі і знаходиться на відстані 35 кілометрів на південь від міста Туліара.